# Alain Juppé
« Juppé » redirige ici. Pour son épouse, voir Isabelle Juppé.
Alain Juppé, né le 15 août 1945 à Mont-de-Marsan (Landes), est un homme d'État français, notamment Premier ministre du 17 mai 1995 au 2 juin 1997 et maire de Bordeaux successeur de Jacques Chaban-Delmas durant la période 1995-2019.
Après son passage à l'École normale supérieure comme étudiant en lettres classiques, il est admis à l'École nationale d'administration (ENA), dont il sort en rejoignant l'Inspection générale des finances. Collaborateur de Jacques Chirac à partir de 1976, il en est adjoint à la mairie de Paris pendant douze ans. Il se présente ensuite à Bordeaux, dont il est maire à partir de 1995. Député européen et député de Paris entre 1984 et 1993, il est ministre délégué au Budget de 1986 à 1988 et ministre des Affaires étrangères de 1993 à 1995.
Il est nommé Premier ministre par Jacques Chirac, tout juste élu président, en 1995. Son passage à Matignon est marqué par des grèves d'ampleur contre son plan sur les retraites et la Sécurité sociale, auquel il doit en partie renoncer. Devenu très impopulaire, il quitte la tête du gouvernement après la défaite de la droite aux élections législatives de 1997. En parallèle, il préside le Rassemblement pour la République (RPR) et l'Union pour un mouvement populaire (UMP).
Alain Juppé est contraint de quitter la vie politique en 2004, la cour d'appel de Versailles l'ayant condamné à 14 mois de prison avec sursis et à un an d'inéligibilité pour prise illégale d'intérêts dans le cadre de l'affaire des emplois fictifs de la mairie de Paris. Parti enseigner au Québec, il fait son retour en politique deux ans plus tard en retrouvant son mandat de maire de Bordeaux.
En 2007, Nicolas Sarkozy le nomme ministre d'État, ministre de l'Écologie dans le premier gouvernement de François Fillon, mais il démissionne de ses fonctions un mois plus tard après son échec aux élections législatives. Il revient au gouvernement comme ministre d'État, ministre de la Défense de 2010 à 2011, puis ministre d'État, ministre des Affaires étrangères de 2011 à 2012.
Longtemps donné favori en vue de l'élection présidentielle de 2017, il perd la primaire présidentielle de la droite et du centre de 2016 face à François Fillon. Par la suite, il se rapproche d'Emmanuel Macron et quitte Les Républicains.
En 2019, nommé membre du Conseil constitutionnel sur proposition de Richard Ferrand, il quitte ses mandats électoraux.
Il est élu Président de l'Institut Georges-Pompidou le 6 février 2025.

## Parcours personnel

### Origines familiales
Né le 15 août 1945 à Mont-de-Marsan, Alain Marie Juppé est le fils de Robert Juppé (1915-1998), un résistant gaulliste, membre du corps franc Pommiès, qui a tenu plusieurs maquis du Sud-Ouest et a été très actif dès novembre 1942. Issu d'une famille de cheminots originaires du Béarn, Robert Juppé est devenu exploitant agricole dans les Landes.
Sa mère est Marie Darroze (1910-2004), fille d'un propriétaire terrien et forestier (160 hectares de forêts de pins) issu d'une famille de métayers landais, devenu magistrat,, en tant que juge de première instance et président du tribunal de Mont-de-Marsan.
Catholique pratiquante, sa mère lui donne une éducation religieuse (il sera enfant de chœur) alors que son père n'est ni pratiquant, ni croyant. Dans ses Mémoires, Une histoire française (2023), il écrit qu'à l'âge de 7 ou 8 ans, il voulait « briguer le trône de saint Pierre ». Mais en 2015, Alain Juppé se définit comme « catholique agnostique ».

### Formation
Son parcours scolaire et universitaire est celui d'un très bon élève dans la France d'avant Mai 68.
Entré en sixième à l'âge de 9 ans, il fait ses études secondaires au lycée Victor-Duruy de Mont-de-Marsan. À cette époque, il écrit des poèmes, publiés dans Le Grelot sous le pseudonyme de Pierre Odalot. Passant les épreuves du concours général, il est récompensé en grec ancien et en latin, puis obtient le baccalauréat en 1962 à 16 ans.
Entré en classe préparatoire littéraire au lycée Louis-le-Grand à Paris, il intègre dès 1964 l'École normale supérieure de la rue d'Ulm et est reçu à l'agrégation de lettres classiques en 1967. Il est affecté comme professeur au lycée Janson-de-Sailly.
Il obtient le diplôme de l’Institut d'études politiques de Paris, section Service public, en 1968.
De 1969 à 1970, il fait son service militaire, d'abord à la caserne Balard à Paris, puis à la base aérienne d'Évreux, puis à Mont-de-Marsan.
Il est ensuite élève de l'École nationale d'administration de 1970 à 1972. Membre de la promotion « Charles-de-Gaulle », il a été l'un des principaux partisans de ce nom commémorant le général, mort deux mois auparavant, alors que nombre de ses collègues plus « soixante-huitards » menés par Jérôme Clément, voulaient la baptiser en l'honneur de la Commune de Paris à l'occasion de son centenaire,. Il sort de l'ENA très bien classé : cinquième sur 72, ce qui lui permet d'entrer dans le corps prestigieux des inspecteurs des finances (comme avant lui Michel Rocard).

### Famille et mariage

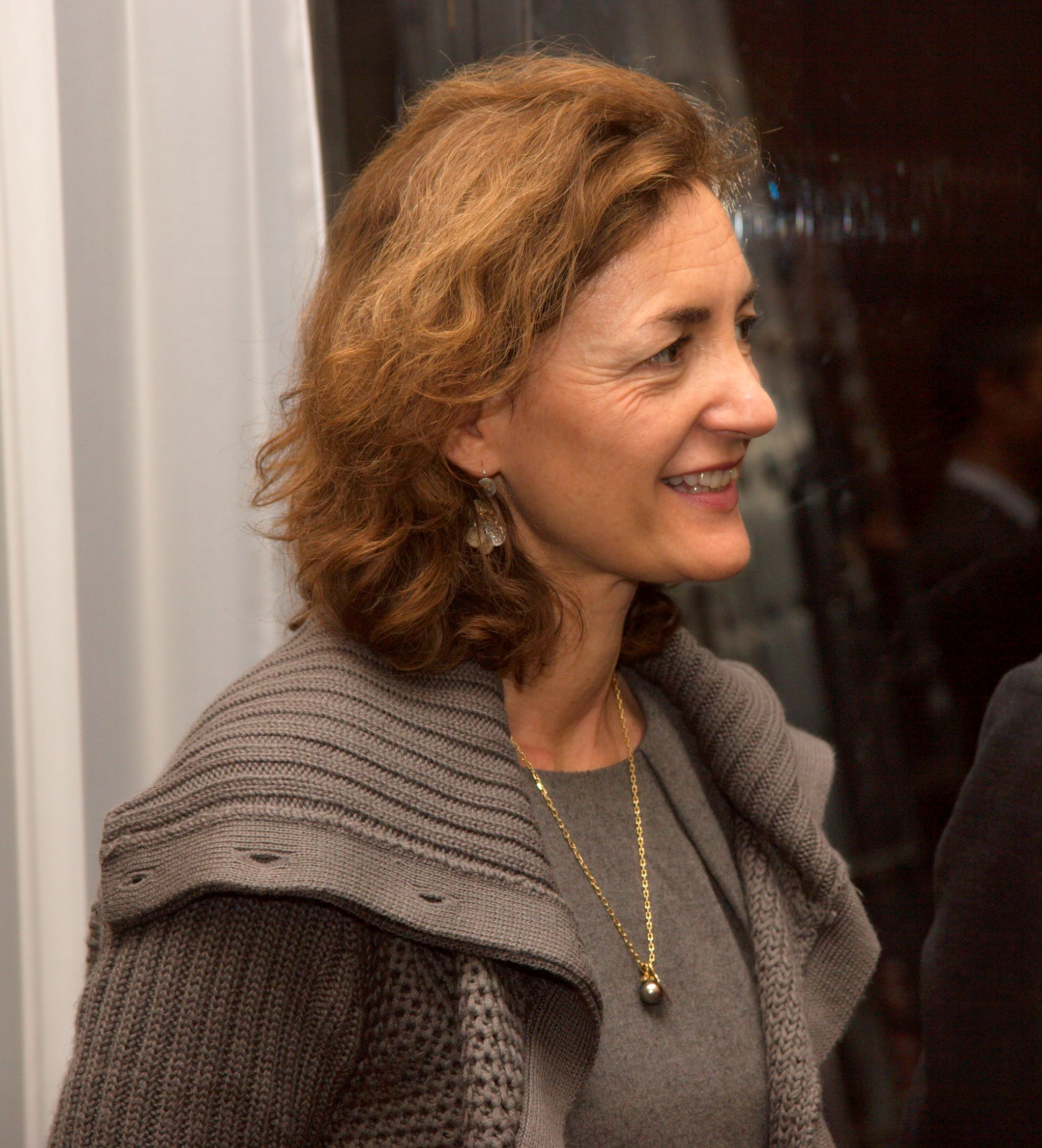
Isabelle Juppé, en 2008.

Il épouse le 30 juin 1965 Christine Leblond, professeur de lettres classiques, qui deviendra par la suite inspectrice générale de l'Éducation nationale, et avec qui il a deux enfants : Laurent, né en 1967, producteur audiovisuel, et Marion, née en 1973, médecin.
Divorcé, Alain Juppé épouse en secondes noces, le 29 avril 1993, Isabelle Legrand-Bodin, journaliste et romancière, avec qui il a une fille, Clara, née en 1995, diplômée d'HEC.

## Parcours politique

### Débuts
Alain Juppé affirme avoir manifesté une fois dans les rues de Paris en mai 68 et s’être intéressé aux mouvements marxistes, en vogue à cette période. Il déclare avoir voté pour Alain Krivine, candidat de la Ligue communiste, au premier tour de l'élection présidentielle de 1969, trouvant que Georges Pompidou manquait de « punch »,.
De 1972 à 1976, il est en poste à l'Inspection générale des finances (IGF). Il est notamment chargé de la vérification et des enquêtes dans les organismes assujettis au contrôle de cette administration (services financiers, offices HLM, services culturels de la France à l’étranger, entre autres), puis est chargé de mission auprès du chef de l'IGF à partir de 1975.
L'année suivante, en juin 1976, il est appelé par Jérôme Monod, directeur de cabinet de Jacques Chirac, alors Premier ministre, pour devenir chargé de mission (rédaction des discours et études économiques), en particulier le « discours fondateur » de Jacques Chirac le 3 octobre 1976 à Égletons, en Corrèze, « acte fondateur du RPR », dont il dira en le reprenant en partie 40 ans après qu'il « symbolise » toute son « histoire politique ». Il est ensuite, jusqu'en 1978, conseiller technique au ministère de la Coopération, dirigé alors par Robert Galley. Adhérent du Rassemblement pour la République (RPR) dès sa fondation par Jacques Chirac en décembre 1976, il en est délégué national aux études de 1977 à 1978.
Il se présente aux élections législatives de 1978 dans la 1re circonscription des Landes (Mont-de-Marsan et ses environs), où il est battu par le député sortant socialiste, Roger Duroure. L'année suivante, il est à nouveau battu au second tour des cantonales, dans le canton de Mont-de-Marsan-Nord, par Philippe Labeyrie, qui l'emporte avec 54,5 % des suffrages. Cette même année 1979, il prend la présidence de la fédération départementale RPR des Landes, fonction qu'il conserve jusqu'en 1984.
Déçu par ses échecs successifs dans sa région natale, il tourne ses ambitions politiques vers la capitale. Il travaille aux côtés de Jacques Chirac à la mairie de Paris et devient l'un de ses plus proches conseillers. En 1979, il est élu au conseil national du RPR, et est nommé adjoint à la direction des finances et des affaires économiques de la ville de Paris, dont il est le directeur de 1980 à 1981. Il est directeur adjoint de la campagne de Jacques Chirac à l'élection présidentielle de 1981. C'est à cette époque qu'il fait acte de candidature et est distingué par la French-American Foundation en devenant l'un des tout premiers lauréats du programme Young Leaders (Jeunes dirigeants à potentiel), promotion 1981,,.
Par la suite, il anime, avec Michel Aurillac, le Club 89, tout juste créé au sein du parti chiraquien sous la forme d'un laboratoire d'idées chargé de « préparer un projet politique applicable dans l'environnement de 1989 », mais c'est en réalité un contre-gouvernement chargé d'élaborer les programmes du parti pour les échéances à venir : les législatives de 1986 et la présidentielle de 1988. Il est secrétaire national du RPR chargé du redressement économique et social de 1984 à 1986[source insuffisante]. Dans les années 1980, il défend une stratégie d'alliance au niveau local avec le Front national, estimant que « seul l’échec de la coalition socialo-communiste peut permettre d’apaiser les passions et d’engager le redressement national ».

### Conseiller de Paris puis député
En suivant Jacques Chirac à Paris, il s’implante dans le 18e arrondissement de la capitale, terre de la « bande du 18e » des figures socialistes que sont Lionel Jospin, Daniel Vaillant, Bertrand Delanoë et Claude Estier. Il est tête de liste dans cet arrondissement aux élections municipales de 1983 et 1989, et l'emporte à chaque fois (lors des deux scrutins, les listes de Jacques Chirac réalisent le « Grand Chelem » en remportant les vingt arrondissements). Alain Juppé laisse toutefois la mairie d'arrondissement à Roger Chinaud (UDF), prenant le poste d'adjoint au maire de Paris auprès de Jacques Chirac, chargé des Finances, qu'il occupe de 1983 à 1995.
Après avoir été élu député européen lors des élections de 1984 (en sixième position sur la liste RPR-UDF conduite par Simone Veil), il devient député de Paris lors des élections législatives de 1986 au scrutin proportionnel. Il ne siège cependant pas à l’Assemblée nationale, étant nommé ministre dans le gouvernement de Jacques Chirac. Il est par la suite réélu député au vote majoritaire dans la 18e circonscription de Paris (quartier de Clignancourt et une partie de celui des Grandes-Carrières dans le 18e arrondissement), au second tour en 1988, face à Bertrand Delanoë, puis dès le premier tour en 1993.

### Ministre délégué au Budget
Il est ministre délégué au Budget auprès du ministre d'État, ministre de l'Économie, des Finances et de la Privatisation, Édouard Balladur, ainsi que porte-parole du gouvernement, durant la première cohabitation, du 20 mars 1986 au 11 mai 1988. À ce poste, il supervise une baisse généralisée de la fiscalité avec surtout la suppression de l'impôt sur les grandes fortunes par la loi de finance rectificative pour 1986 du 16 avril de cette année, suivie dans les budgets 1987 et 1988 par le relèvement du seuil d’exonération de l’impôt sur le revenu, l'abaissement des différents taux de TVA, la réduction du taux de l'impôt sur les sociétés de 50 à 42 %, l'abolition de la taxe sur les frais généraux et la mise au point d’une fiscalité de groupe pour les entreprises. Le but de cette politique est de favoriser l'investissement des ménages et du secteur privé. Cet allègement souhaité de la pression fiscale sur les particuliers et les sociétés se traduit également dans la loi du 8 juillet 1987, dite « loi Aicardi », qui adoucit les sanctions fiscales en offrant aux contribuables de nouvelles garanties juridiques dans le cadre des procédures de contrôle et de contentieux fiscal ou douanier : une charte des droits et obligations du contribuable vérifié est rédigée, le délai de reprise de l’administration est réduit, la charge de la preuve n’incombe plus au contribuable, la durée des vérifications sur place est limitée. En outre, Alain Juppé mène à bien la suppression du service des alcools, qui dépendait de son ministère, par le décret du 26 janvier 1987, mettant fin à l'un des derniers grands monopoles industriels d'État. Il cumule ses fonctions ministérielles avec celle de porte-parole du candidat Jacques Chirac et de secrétaire général de son comité de soutien lors de la campagne de l'élection présidentielle de 1988.

### Numéro deux du RPR

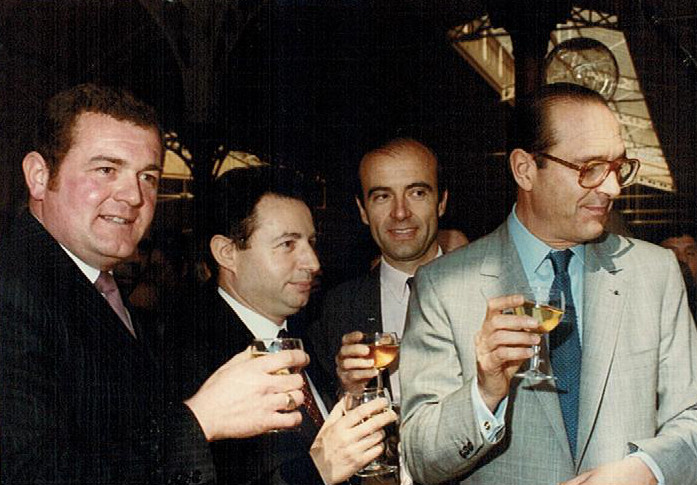
Alain Juppé aux côtés de Jacques Chirac en 1988.

Après le retour de la droite dans l'opposition, il devient secrétaire général (et donc « numéro deux ») du RPR, de 1988 à 1994. Il mène conjointement avec Valéry Giscard d'Estaing la liste RPR-UDF aux élections européennes de 1989, qui arrive en tête avec 28,88 % des suffrages exprimés et obtient 26 des 81 sièges à pourvoir. Néanmoins, Alain Juppé ne reste cette fois député européen que quelques mois, démissionnant le 15 octobre 1989 pour se consacrer à son mandat de parlementaire français, son rôle étant d'être une « locomotive électorale » sans l'objectif de siéger.
Fidèle de Jacques Chirac, il assure le maintien du contrôle de ce dernier sur le parti face à la montée de contestations internes venant de jeunes « rénovateurs » mais aussi de poids lourds tels que Charles Pasqua ou Philippe Séguin. Ainsi, aux assises du mouvement tenues au Bourget le 11 février 1990, sa motion (finalement soutenue par les « rénovateurs ») obtient la majorité avec 68,6 % des votes des militants (et donc 90 élus sur les 100 désignés directement par les assises nationales pour faire partie des 735 membres du conseil national, et 17 membres sur les 30 du bureau politique) contre 31,4 % à la motion Pasqua-Séguin, tandis que Jacques Chirac est réélu président à l'unanimité du conseil national. Il fait partie, avec Édouard Balladur ou Jacques Toubon, de ceux qui conseillent à Jacques Chirac de soutenir le « oui » au référendum sur la ratification du traité de Maastricht le 27 août 1992, le poussant à se mettre en porte-à-faux avec une majorité de membres de son propre parti qui, derrière Charles Pasqua et Philippe Séguin, font activement campagne pour le « non ».
Après les assises du Bourget, Alain Juppé participe au « verrouillage » du RPR au profit de Jacques Chirac et de ses proches, ce qui fera dire à Charles Pasqua dans ses Mémoires : « L’appareil du RPR fonctionne désormais comme celui du parti communiste nord-coréen, le leadership éclairé de Kim Il-sung en moins » .

### Ministre des Affaires étrangères
Lors de la deuxième cohabitation, du 30 mars 1993 au 18 mai 1995, il est ministre des Affaires étrangères dans le gouvernement Édouard Balladur.
Il se fait notamment l'avocat, avec le président de la République François Mitterrand, d'une opération militaire au Rwanda, alors en plein génocide. Les minutes du Conseil des ministres, étudiés par Pierre Favier et Michel Martin-Roland, puis par Pierre Péan, indiquent que le président François Mitterrand et Alain Juppé étaient des partisans résolus d'une intervention, afin de sauver les vies qui pouvaient encore l'être. Le Premier ministre, Édouard Balladur, et le ministre de la Défense, François Léotard, craignaient un dérapage vers une opération coloniale, mais se sont ralliés à la position des deux premiers. Alain Juppé défend ainsi auprès d'une communauté internationale réticente le lancement, le 22 juin 1994, de l'opération Turquoise de l'ONU, décidée par la résolution no 929 du Conseil de sécurité et menée par la France en parallèle de la MINUAR, alors limitée en effectifs. Le but annoncé était de protéger, dans une « zone humanitaire sûre », les « populations menacées » aussi bien par le génocide que par le conflit militaire entre le FPR et le gouvernement intérimaire rwandais. La France revendique la protection de 8 000 Tutsi du camp de Nyarushishi et le secours porté à 800 Tutsi à Bisesero, près de Kibuye, même si l'action de l'armée française est aujourd'hui sujette à controverse,,,,. Le rôle d’Alain Juppé est notamment questionné en 2021, lorsque Mediapart révèle un télégramme diplomatique confidentiel daté du 15 juillet 1994 qui indique que le ministère des Affaires étrangères a donné l’ordre de laisser les responsables du génocide quitter la zone contrôlée par l’armée française plutôt que de les arrêter.
Par ailleurs, il joue un rôle dans le cadre du processus d'Oslo pour la paix israélo-palestinienne, en présidant notamment les conférences qui aboutissent aux signatures à Paris de deux accords sur les futures relations économiques entre Israël et l'OLP, les 9 mars puis 29 avril 1994.
Dans Libération, Jacques Amalric et Pierre Briançon estiment qu'Alain Juppé s'est révélé comme l'un des meilleurs ministres des Affaires étrangères de la France contemporaine, ; Jacques Amalric critique néanmoins le « mélange des genres » résultant du cumul de ses fonctions de ministre des Affaires étrangères avec celle de président de parti soutenant Jacques Chirac face au Premier ministre Édouard Balladur.
Le 4 novembre 1994, à la suite de la déclaration de candidature de Jacques Chirac à l'élection présidentielle, Alain Juppé devient président du RPR par intérim et l'un des principaux lieutenants de campagne de celui-ci. Il soutient ainsi le maire de Paris dans son duel fratricide avec Édouard Balladur, malgré une hésitation initiale,. Auparavant, à l'université d'été des jeunes du RPR de 1993 à Strasbourg, Jacques Chirac l'avait présenté comme « celui qui est probablement le meilleur d'entre nous », un surnom qui passe à la postérité médiatique,,,, ; il le présenta également comme son « fils préféré » (contraste volontaire avec les « fils rebelles » Séguin ou Sarkozy),.

### Premier ministre

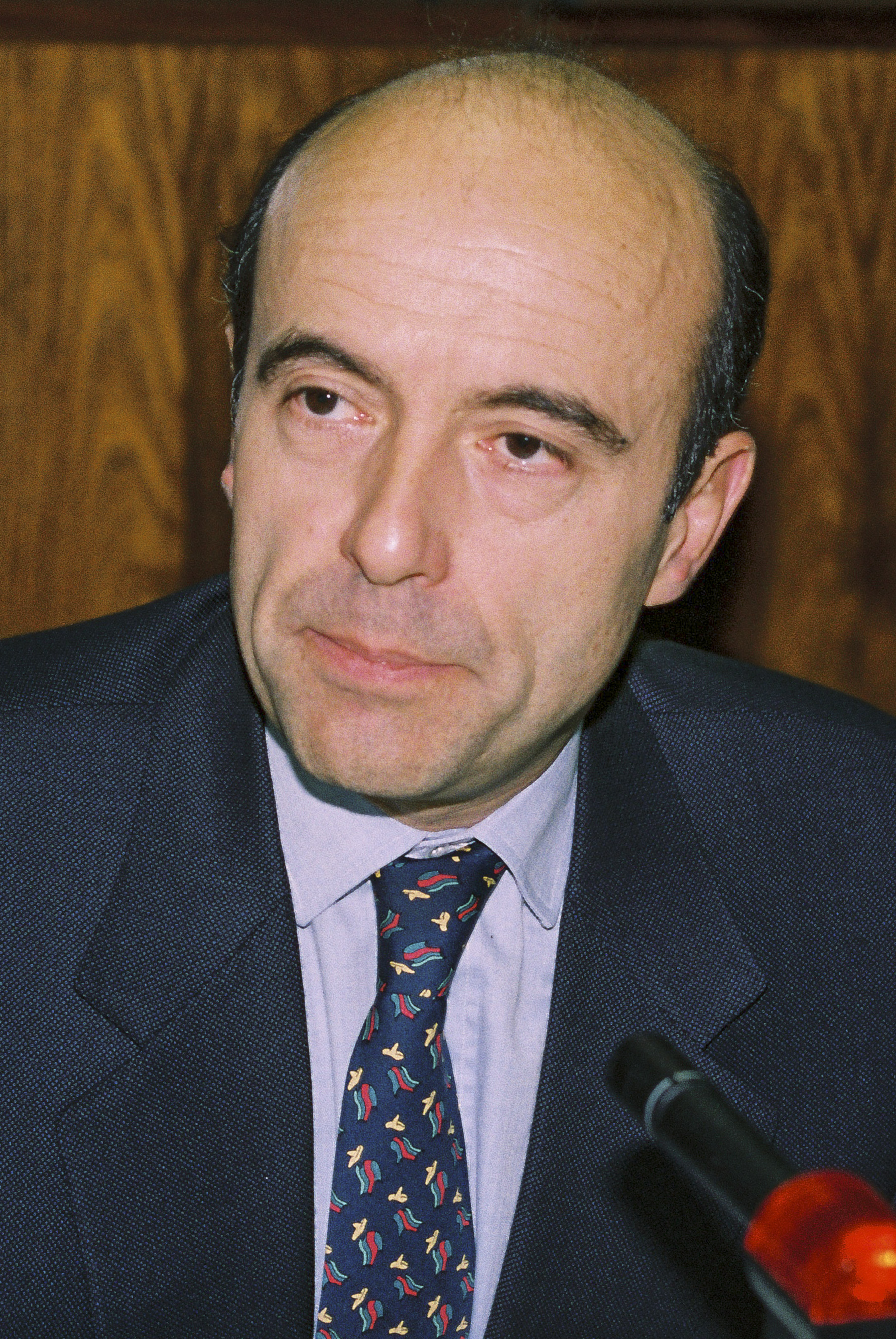
Alain Juppé en 1995

Nommé Premier ministre par le nouveau président Jacques Chirac le jour de son investiture, Alain Juppé prononce son discours de politique générale devant l'Assemblée nationale le 23 mai 1995, autour du thème de la « bataille pour l'emploi », estimant que « c'est sur notre capacité à provoquer en France un profond et durable mouvement de création d'emplois que nous demanderons, le moment venu, à être jugés ». Il obtient dans la foulée la confiance de 447 députés sur 538 votants (les 236 du RPR, les 199 de l'UDF ainsi que 10 des 22 membres du groupe République et liberté et 2 sur les 3 non inscrits).

#### Chef de la majorité
Alain Juppé conserve la présidence du RPR jusqu'à la défaite de la droite aux élections législatives de 1997. Le 18 juin 1995, il est également élu maire de Bordeaux, succédant ainsi à Jacques Chaban-Delmas, auquel il succède également comme député dans la 2e circonscription de la Gironde en 1997. Il dirige deux gouvernements : le premier du 17 mai au 7 novembre 1995 et le second du 7 novembre 1995 au 2 juin 1997. Son premier gouvernement est marqué par une importante présence de femmes comparativement aux précédents gouvernements. Elles sont douze sur quarante-trois membres au total, et sont surnommées par la presse les « juppettes ». Dans le gouvernement suivant, elles ne sont plus que quatre sur trente-trois membres. La composition du gouvernement reste par la suite inchangée jusqu'au 2 juin 1997.

#### Montée de l'impopularité

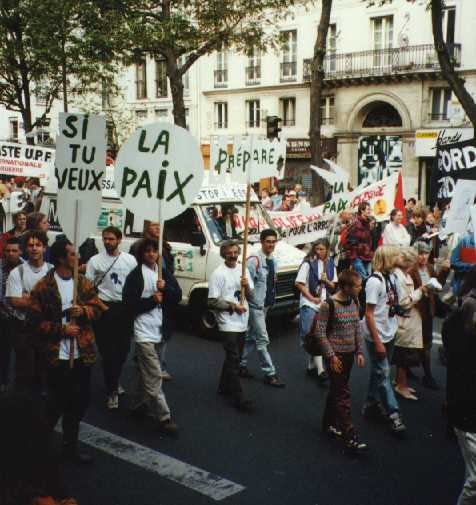
Manifestations à Paris en 1995 contre la reprise des essais nucléaires.

Dans un premier temps très populaire, il est touché, un mois après son entrée en fonction, par l'affaire de son appartement et de celui de son fils Laurent. Selon le baromètre TNS Sofres pour Le Figaro Magazine, sa cote d'avenir passe de 63 % en juin et juillet à 57 % en août, puis descend à 40 % en octobre et à 37 % en novembre. Sa défense apparaît alors rigide, symbolisée par l'expression qu'il prononce le 6 juillet 1995 : « Je suis droit dans mes bottes et je crois en la France ». En désaccord avec son ministre de l'Économie et des Finances, Alain Madelin, qui propose d'aligner les retraites du public sur celles du privé en supprimant les régimes spéciaux de retraite déficitaires, il doit faire face à la démission de celui-ci le 26 août 1995. De plus, il ne reconduit pas, dans son second gouvernement formé en novembre 1995, huit des douze « juppettes », au profit de personnalités politiques masculines, ce qui lui vaut des accusations de machisme.
Cette impopularité se renforce avec le « plan Juppé », projet de réforme de la Sécurité sociale présenté à l’Assemblée nationale le 15 novembre 1995. Il prévoit un allongement de la durée de cotisation de 37,5 à 40 annuités pour les salariés de la fonction publique afin de l'aligner sur celle du secteur privé déjà réformé en 1993, l'établissement d’une loi annuelle de la Sécurité sociale fixant les objectifs de progression des dépenses maladies et envisageant la mise en place de sanctions pour les médecins qui dépassent cet objectif, l'accroissement des frais d'hôpital, des restrictions sur les médicaments remboursables et le blocage et l'imposition des allocations familiales versées aux familles avec enfants les plus démunies, combiné avec l'augmentation des cotisations maladie pour les retraités et les chômeurs et au gel du salaire des fonctionnaires. Le motif invoqué est le respect par la France des critères de Maastricht, dont le pacte de stabilité et de croissance, qui impose une maîtrise des comptes publics. Le plan déclenche un vaste mouvement social dans l'ensemble du pays. Malgré le soutien apporté par la CFDT à Alain Juppé, les mouvements de grève de novembre et décembre 1995 de « défense des acquis sociaux » ont raison de sa détermination : il doit céder, le 15 décembre 1995, sur l'extension aux régimes publics des mesures décidées en 1993 par Édouard Balladur pour les retraites de base du secteur privé.
Mais le gouvernement refuse de revenir sur la réforme de la Sécurité sociale, une loi votée le 30 décembre suivant lui permettant de légiférer par ordonnances en la matière. Désormais, le budget de la Sécurité sociale est voté au Parlement, la hausse de la contribution sociale généralisée (CSG) est décidée tandis qu'une contribution pour le remboursement de la dette sociale (CRDS) est créée, un objectif quantifié d'augmentation des dépenses d'assurance-maladie est fixé et les prestations familiales sont gelées. Alain Juppé imagine un dispositif de « sanctions collectives » en obligeant les médecins libéraux à rembourser les dépassements de dépenses autorisées commis par certains d'entre eux, reconnaissant par la suite des « erreurs » dans cette réforme. Il abaisse drastiquement le numerus clausus dans l'admission aux études de santé.
Les analystes politiques notent surtout le recul du gouvernement sur ce qui était présenté comme l'essentiel, la réforme des retraites, le journaliste Jean-François Revel accusant notamment le président Jacques Chirac de lâcheté pour n'avoir pas expliqué les réformes nécessaires lors de la campagne présidentielle, expliquant ainsi l'ampleur du mouvement. Dans un article du 15 février 1996, il estime ainsi que « quand, durant la campagne des présidentielles, Jacques Chirac parlait de réformes visant à réduire la fracture sociale, les Français comprenaient qu’ils allaient être noyés sous une pluie de subventions. Les réformes qui visent une réduction des déficits publics ou des déficits sociaux, ils ne les comprennent pas du tout ». Est alors largement débattue au sein des partis de droite l'augmentation de 10 % des tranches de l'ISF et la suppression de son plafonnement. Cette modification a notamment pour conséquence que certains foyers fiscaux paient un impôt supérieur à leur revenu.
Alain Juppé doit également faire face à une résurgence des mouvements de l'immigration. Pour la première fois, des centaines de sans-papiers s’installent durablement et visiblement dans des lieux en France. Ainsi, à partir du 18 mars 1996, 300 étrangers en situation irrégulière d'origine africaine (notamment sénégalaise, malienne et mauritanienne) attirent l'attention médiatique en occupant l'église Saint-Ambroise (Paris) afin de réclamer leur régularisation. Après avoir été expulsés de l'église, ils errent d'occupation en occupation et finissent par s'installer à l'église Saint-Bernard. Dix hommes immigrés entament alors une grève de la faim, qui dure deux mois. Des collectifs en soutien aux clandestins se constituent, tels que « Des papiers pour tous » en 1996, ou le « Collectif anti-expulsion » en 1998. Finalement, l'évacuation par la police des étrangers en situation irrégulière occupant l'église Saint-Bernard est décidée le 23 août 1996.

#### Poursuite des privatisations
Alain Juppé fait poursuivre d'autre part les mouvements de privatisations entamées entre 1986 et 1988 et depuis 1993, avec les groupes métallurgiques Pechiney et Usinor-Sacilor en 1995, la Banque française du commerce extérieur (BFCE, vendue de gré à gré au Crédit national pour donner naissance à Natixis), la Compagnie générale maritime (CGM, vendue également de gré à gré à la Compagnie maritime d'affrètement pour créer le groupe CMA - CGM), les Assurances générales de France (AGF, avec la mise en bourse de 51 % du capital, l'État ne conservant que 2 %) et la Compagnie française de navigation rhénane (CFNR, vendue de gré à gré à l'Association technique de l'importation charbonnière ATIC) en 1996, et enfin la société d'informatique professionnelle Bull en 1997. Ces privatisations auraient rapporté en 18 mois 40 milliards de francs français.
De plus, en 1996, le Premier ministre souhaite vendre au groupe Daewoo l’entreprise publique Thomson Multimédia, officiellement « très endettée », contre un franc symbolique après sa recapitalisation par l’État, à hauteur de 11 milliards de francs[source insuffisante]. Il faut noter que Thomson Multimédias détient à cette époque les brevets et licences de la totalité des supports numériques sur disque (CD, CD-Rom, LaserDisc, DVD, disques magnéto-optiques, disquettes…) qui génèrent des royalties dans le monde entier avec l’émergence de la télévision numérique. De plus, Thomson reste dépositaire de la marque no 1 en Amérique du Nord : RCA. Toutefois, cette vente n’a pas lieu, le groupe Daewoo connaissant alors des difficultés liées à la crise économique en Corée du Sud et à son modèle d'entreprise.

#### Politique étrangère
Il apporte son soutien à Boris Eltsine pour l’élection présidentielle russe de 1996. Se rendant à Moscou le jour même de l’annonce de la candidature du chef d’État russe, il déclare souhaiter que la campagne électorale soit « l’occasion de mettre en valeur les acquis de la politique de réformes menée par le président Eltsine ».

#### Élections législatives de 1997
Jacques Chirac risque une dissolution de l'Assemblée nationale le 21 avril 1997, conseillé en ce sens par le secrétaire général de l'Élysée, Dominique de Villepin, et finalement par Alain Juppé. Cette décision se solde par la victoire de l’opposition de gauche aux élections législatives de 1997, contraignant le gouvernement Juppé à la démission pour laisser la place à la troisième cohabitation. Alain Juppé transmet la fonction de Premier ministre au socialiste Lionel Jospin le 2 juin 1997.

### Deux premiers mandats à la mairie de Bordeaux
En 1995, la liste qu'il mène lors des municipales obtient 50,28 % des suffrages exprimés dès le premier tour, contre 19,91 % à celle de son principal adversaire, le socialiste Gilles Savary. Il est ensuite élu maire de Bordeaux par le nouveau conseil municipal, après avoir écarté Jacques Valade, qui était le premier adjoint et le successeur naturel de Jacques Chaban-Delmas, ainsi que les candidats Denis Teisseire, Pierre Hurmic, François-Xavier Bordeaux. Il prend dans le même temps la présidence de la communauté urbaine de Bordeaux (CUB), qu'il conserve jusqu'en 2004 (par la suite, la présidence va revenir à un socialiste, Alain Rousset de 2004 à 2007 puis Vincent Feltesse de 2007 à 2014) et qu'il retrouve en 2014.
Alain Juppé revitalise la ville de Bordeaux par la mise en valeur du patrimoine (à travers le classement du Port de la Lune au Patrimoine mondial de l'UNESCO en 2007), le développement d'un tramway (préféré dès 1995 au projet de métro VAL, un temps envisagé mais jugé trop coûteux) ou la réhabilitation du quartier de la Bastide à partir de 2000 (construction de logements, d'un jardin botanique, d'une université, d'écoles, de l’école de la Fondation Nicolas-Hulot, du cinéma multiplexe Mégarama, d'un ponton pour accueillir les bateaux, d'espaces publics tels que le Parc des Berges ou encore du Lion de Veilhan, une statue de lion, de couleur bleu clair, de 8 m de long et 6 m de haut, en matériaux composites).
La liste qu'il conduit l'emporte à nouveau dès le premier tour en 2001 (avec 50,96 % des suffrages contre 19,99 % à celle de Gilles Savary). Il quitte ses fonctions en décembre 2004 en raison de sa condamnation dans l'affaire des emplois fictifs de la mairie de Paris.

### Président de l'UMP

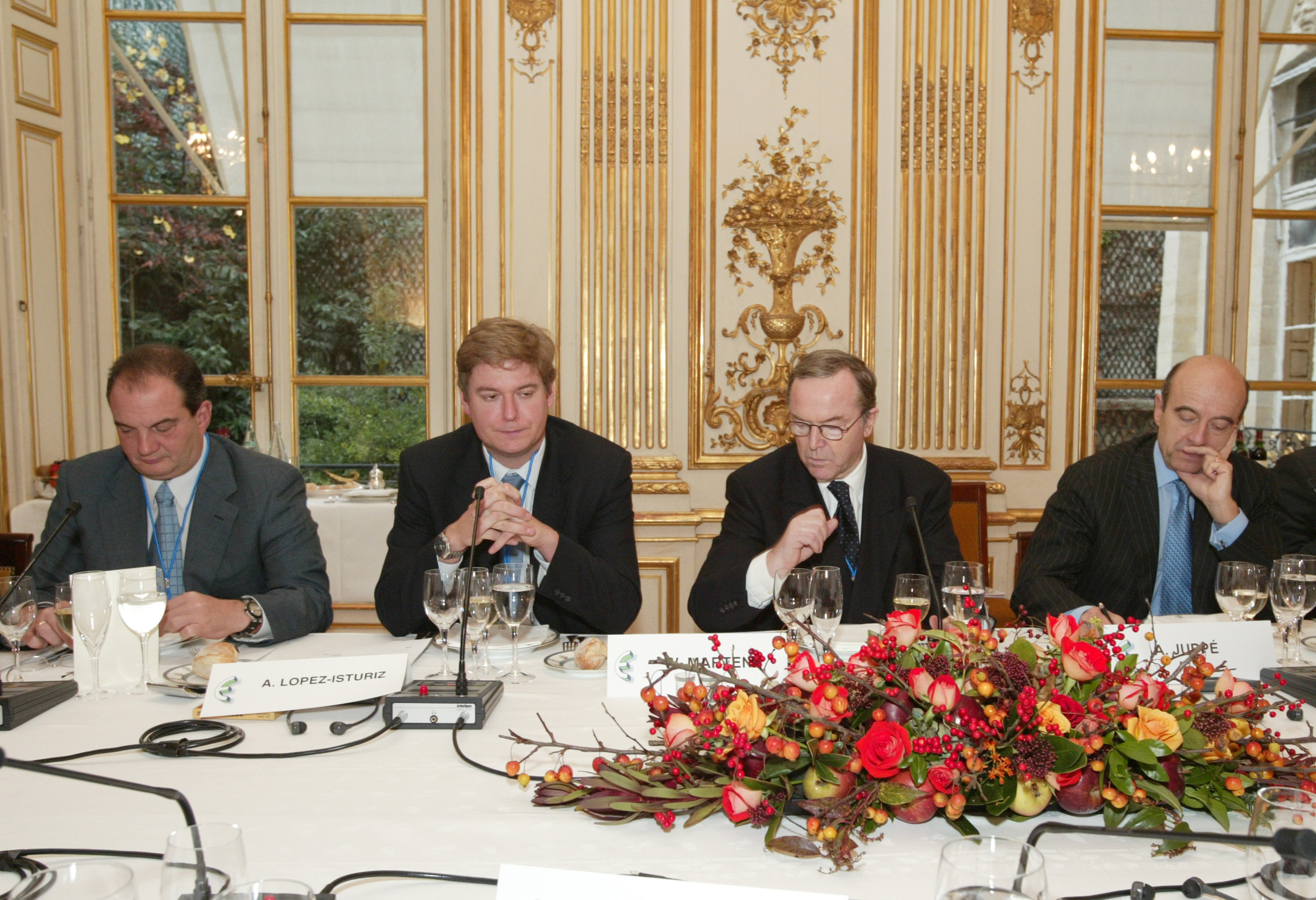
Alain Juppé, président de l'UMP (à droite), lors d'un sommet du Parti populaire européen, à Paris, le 4 décembre 2003.

Il est réélu député le 16 juin 2002, dans la 2e circonscription de la Gironde. Il contribue ensuite à la fondation de l’Union pour un mouvement populaire (UMP) et en devient le président après une élection organisée en novembre de cette même année. Il est confronté à ce poste aux mauvais résultats obtenus par le parti aux élections régionales (la droite ne conservant que deux régions sur vingt-six, l'Alsace et la Corse) et européennes de 2004.
En novembre 2002, à l'âge de 57 ans et alors que le gouvernement prépare une réforme des retraites repoussant l'âge de départ à la retraite, il met fin à sa carrière d'inspecteur des finances et fait valoir ses droits à la retraite, ce qui lui permet de cumuler 3 700 euros de pension de retraite avec 7 800 euros d'indemnités d'élu,.

### Affaires judiciaires

#### Affaire des appartements parisiens
En juin 1995, Le Canard enchaîné révèle qu'Alain Juppé a signé, en janvier 1993, un document donnant l'ordre aux services du logement de la ville de Paris de diminuer de 1 000 francs le loyer de son fils Laurent, logé dans un appartement relevant des propriétés de la ville, rue Jacob. Par ailleurs, des travaux pour un montant de 381 000 francs sont réalisés dans cet appartement par la ville. À plusieurs reprises, le ministère de la Justice tente d'empêcher le Service central de prévention de la corruption de rendre son rapport sur cette ristourne de loyer. Le rapport conclut au fait que cette opération peut relever d'un délit d'ingérence, mais la justice décide de ne pas poursuivre le Premier ministre.
En outre, Alain Juppé signe, en septembre 1990, un bail avec sa propre municipalité lui permettant de devenir locataire, dans cette même rue Jacob, d'un appartement de 189 m2 à un prix défiant toute concurrence. Là encore, des travaux sont réalisés aux frais des contribuables, pour un montant évalué à plus d'un million de francs. Il attend deux semaines avant de se justifier et refuse de s'excuser, affirmant rester « droit dans ses bottes ». Après trois mois de polémique, il décide de quitter son logement.
Une plainte pour « prise illégale d'intérêts » est déposée par l’Association des contribuables parisiens, créée ad hoc par Arnaud Montebourg, à l’époque jeune avocat et adhérent du Parti socialiste. Une information judiciaire est ouverte par le procureur de la République de Paris, Bruno Cotte, qui considère que le délit de prise illégale d'intérêts est établi. Mais le procureur général près la cour d'appel de Paris, Jean-François Burgelin, controversé pour ses prises de position sur la corruption, publie un communiqué affirmant que l’infraction n'est pas constituée.
Ces affaires, qui éclatent quelques mois seulement après la campagne présidentielle de Jacques Chirac sur le thème de la « fracture sociale », ont un impact très négatif sur l'image d'Alain Juppé.

#### Affaire des emplois fictifs de la mairie de Paris
En 1999, Alain Juppé est mis en examen pour « abus de confiance, recel d'abus de biens sociaux, et prise illégale d'intérêt » pour des faits commis en tant que secrétaire général du Rassemblement pour la République et maire adjoint de Paris aux finances, de 1983 à 1995. Il est considéré comme un élément clé d'un système de financement occulte d'emplois au sein du RPR financés par la mairie de Paris et des entreprises désireuses de passer des contrats publics (sa secrétaire personnelle au RPR fut elle-même rémunérée par une entreprise, le groupe immobilier Ségur, puis par la ville de Paris).
Son procès pour prise illégale d'intérêts s'ouvre le 29 septembre 2003. Alain Juppé y affirme avoir pris connaissance du système d'emplois fictifs en 1993. Le 30 janvier 2004, il est condamné par le tribunal correctionnel de Nanterre à 18 mois de prison avec sursis et à une peine de dix ans d'inéligibilité,. Le tribunal juge notamment qu'Alain Juppé a « délibérément recouru à des arrangements illégaux » pour favoriser l'action du RPR, que la nature des faits était « contraire à la volonté générale exprimée par la loi » et qu'il avait ainsi « trompé la confiance du peuple souverain ». La présidente du tribunal exige l'inscription de cette condamnation à son casier judiciaire.
L'appel interjeté par Alain Juppé immédiatement après sa condamnation a pour effet de suspendre l’application de cette décision jusqu'à l'arrêt de la cour d'appel de Versailles. Le 1er décembre 2004, celle-ci réduit la condamnation à 14 mois de prison avec sursis et un an d'inéligibilité alors que le parquet préconisait une peine plus lourde,. Pour ce faire, elle déroge à une loi votée en 1995 par la majorité RPR-UDF ayant conduit à une lourde condamnation d'Alain Juppé en première instance : de façon inédite, la cour d'appel n'applique pas cette automaticité légale et fixe elle-même la durée de l'inéligibilité en faisant usage de l'article 432-17 du code pénal relatif aux peines complémentaires. Elle indique notamment :

« Il est regrettable qu'au moment où le législateur prenait conscience de la nécessité de mettre fin à des pratiques délictueuses qui existaient à l'occasion du financement des partis politiques, M. Juppé n'ait pas appliqué à son propre parti les règles qu’il avait votées au Parlement. Il est également regrettable que M. Juppé, dont les qualités intellectuelles sont unanimement reconnues, n’ait pas cru devoir assumer devant la justice l'ensemble de ses responsabilités pénales et ait maintenu la négation de faits avérés. Toutefois, M. Juppé s'est consacré pendant de nombreuses années au service de l’État, n’a tiré aucun enrichissement personnel de ces infractions commises au bénéfice de l'ensemble des membres de son parti, dont il ne doit pas être le bouc émissaire. »

Alors que les journalistes soulignent ses agissements en tant que secrétaire général du RPR et adjoint aux finances à la mairie de Paris, une partie d'entre eux estiment qu'Alain Juppé « paye » pour Jacques Chirac, qui sera condamné à deux ans de prison avec sursis dans cette affaire en 2011. D'autres médias soulignent l'arrogance d'Alain Juppé durant ses deux procès,. Celui-ci renonce alors à se pourvoir en cassation et démissionne de ses mandats de maire de Bordeaux et de président de la communauté urbaine.

### Période d'inéligibilité et retrait à Montréal
Ses démêlés judiciaires le conduisent à démissionner de ses fonctions parlementaires, municipales et dans son parti : il quitte la présidence de l'UMP le 16 juillet 2004 et son siège de député le 23 septembre suivant. Son adjoint à Bordeaux Hugues Martin lui succède à la mairie de Bordeaux, ainsi qu'à son poste de député, et Nicolas Sarkozy le remplace à la direction de l'UMP. La communauté urbaine de Bordeaux, dont il était président, bascule à gauche au profit du socialiste Alain Rousset.
En 2005, des remous dans le monde universitaire québécois l'empêchent d'obtenir, pour des raisons d'éthique, un poste à l'université du Québec à Montréal (UQAM). Il enseigne finalement à Montréal à l’École nationale d'administration publique (ENAP). Plusieurs universitaires s'étonnent alors qu’un homme politique condamné à une peine de prison et d’inéligibilité puisse donner des cours à de futurs hauts fonctionnaires.

### Retour à Bordeaux et présence éphémère au gouvernement

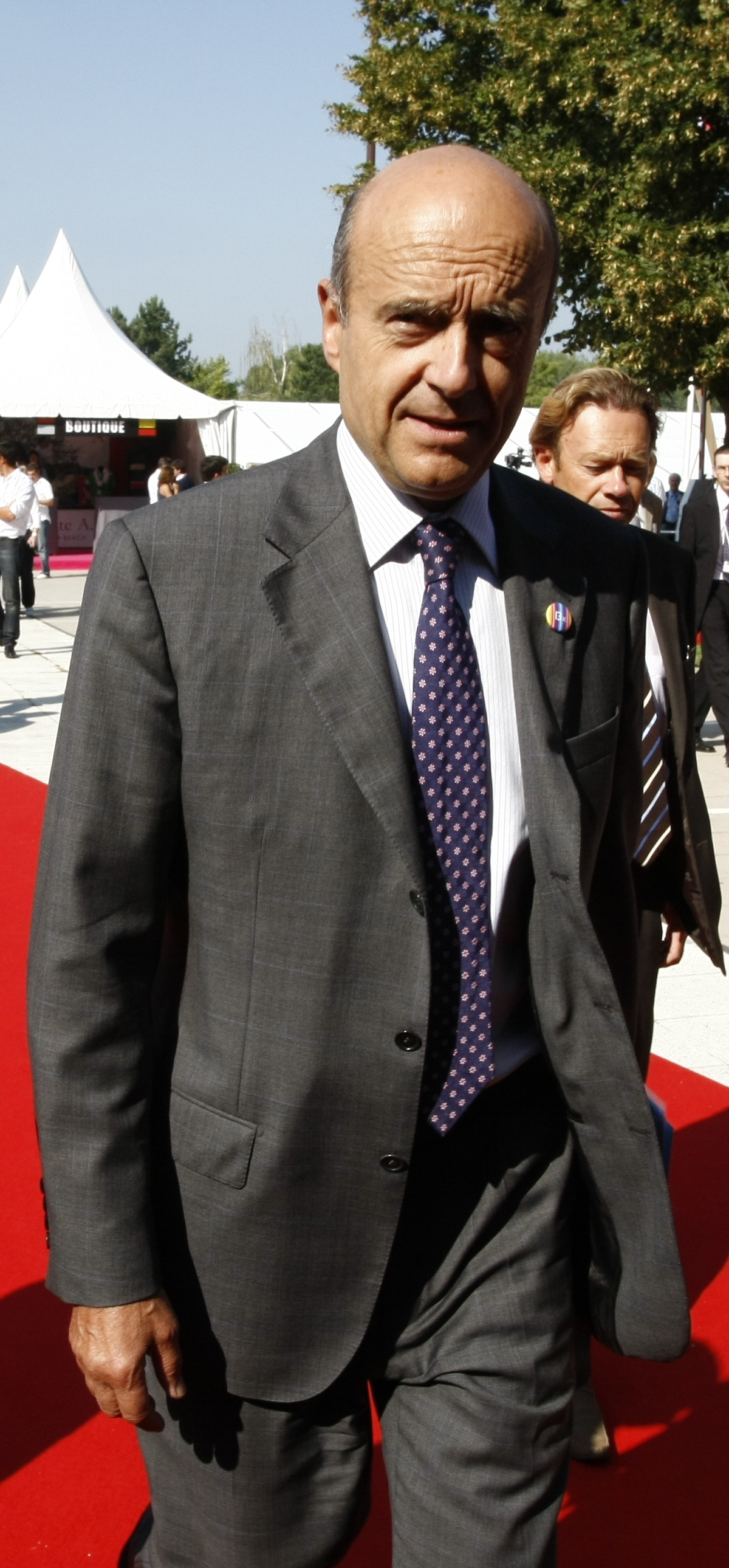
Alain Juppé en 2008.

À la fin du mois d'août 2006, Alain Juppé revient du Québec et annonce son intention de se relancer dans la vie politique et de reconquérir le fauteuil de maire de Bordeaux. Le 28 août, la majorité UMP-UDF du conseil municipal de Bordeaux, hormis le maire Hugues Martin et deux adjoints, afin d’expédier les affaires courantes, démissionne. Les conseillers municipaux d’opposition ne démissionnent pas, mais le nombre de démissionnaires est suffisant pour imposer l’organisation d’une nouvelle élection municipale et permettre ainsi à Alain Juppé de revenir aux affaires. Le 29 août, Alain Juppé annonce, lors d’une conférence de presse, sa candidature à l'élection municipale partielle et aux législatives de 2007.
Le 8 octobre 2006, la liste conduite par Alain Juppé l'emporte dès le premier tour de l'élection municipale anticipée de Bordeaux, avec 56,2 % des voix (taux d'abstention de 55,2 %), ce qui permet à celui-ci de redevenir maire de Bordeaux le 13 octobre suivant,,.
Lors de l'élection présidentielle de 2007, Alain Juppé apporte son soutien à Nicolas Sarkozy. Le 18 mai 2007, après la victoire de ce dernier, il est nommé ministre d'État, ministre de l'Écologie, du Développement et de l'Aménagement durables, au sein du gouvernement François Fillon. Mais le 17 juin 2007, lors du second tour des élections législatives, Alain Juppé est battu dans la 2e circonscription de la Gironde (49,07 % des voix) par la socialiste Michèle Delaunay. Il annonce son intention de présenter le lendemain sa démission. La démission du gouvernement François Fillon, présentée le 18 juin au président de la République – démission traditionnelle à la suite de l’élection d'une nouvelle assemblée – évite à Alain Juppé de la présenter formellement.
Lors des élections municipales de 2008, la liste commune entre l'UMP, le Nouveau Centre et le MoDem menée par Alain Juppé l'emporte au premier tour, en obtenant 56,6 % des votes, notamment face à celle de son concurrent socialiste, Alain Rousset (34,1 %). Il dispose alors d'une majorité de 50 élus sur 61, ce qui lui permet d'être réélu le 14 mars 2008.
Alain Juppé multiplie alors les prises de position, notamment sur son blog. Avec Michel Rocard, il préside la commission chargée de réfléchir à la programmation du grand emprunt 2010. Le 28 mars 2010, il dit envisager de se présenter à une éventuelle primaire à l'UMP pour l'élection présidentielle de 2012 dans le cas où Nicolas Sarkozy viendrait à ne pas se représenter À la même occasion, il affirme ne pas souhaiter intégrer le gouvernement dans un avenir proche.
En janvier 2018, un rapport de la Chambre régionale des comptes de Nouvelle-Aquitaine souligne les nombreux artifices comptables utilisés par la mairie de Bordeaux afin de masquer l'endettement croissant de la ville. Entre 2010 et 2016, la dette de la ville a en effet été multipliée par deux (de 185 à 377 millions d'euros). Cette détérioration des finances « a ensuite été masquée par l'ajout d'offres bancaires dans les comptes en fin d'année, lesquelles étaient ensuite annulées après la clôture des comptes ».

### Ministre d’État et numéro deux du gouvernement

#### Ministre de la Défense et des Anciens combattants
Le 14 novembre 2010, Alain Juppé est nommé ministre d'État, ministre de la Défense et des Anciens combattants dans le troisième gouvernement François Fillon. Il est numéro deux dans l'ordre protocolaire.

#### Ministre des Affaires étrangères et européennes

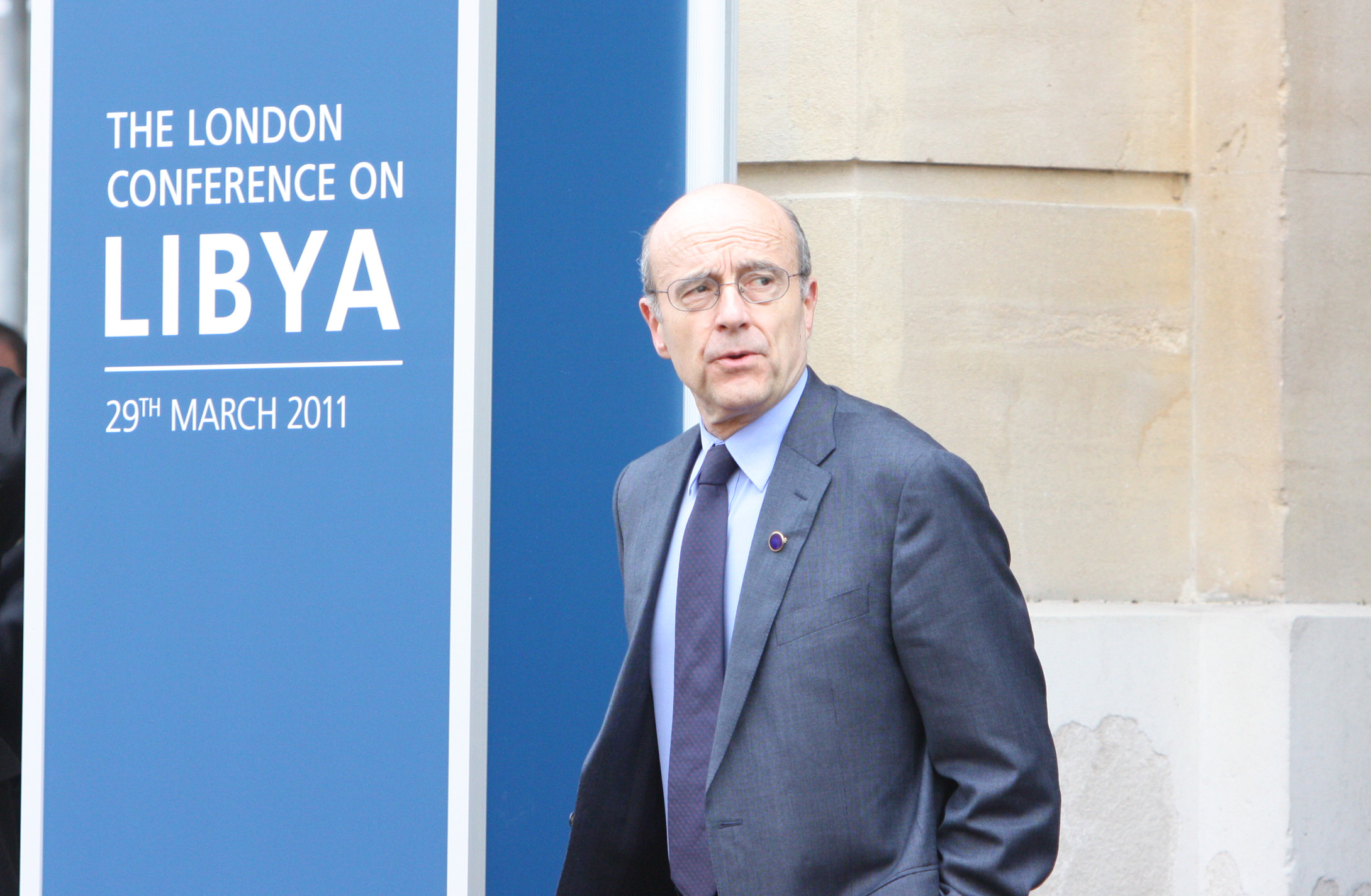
Alain Juppé lors d'une conférence sur la Libye (Londres, 2011).

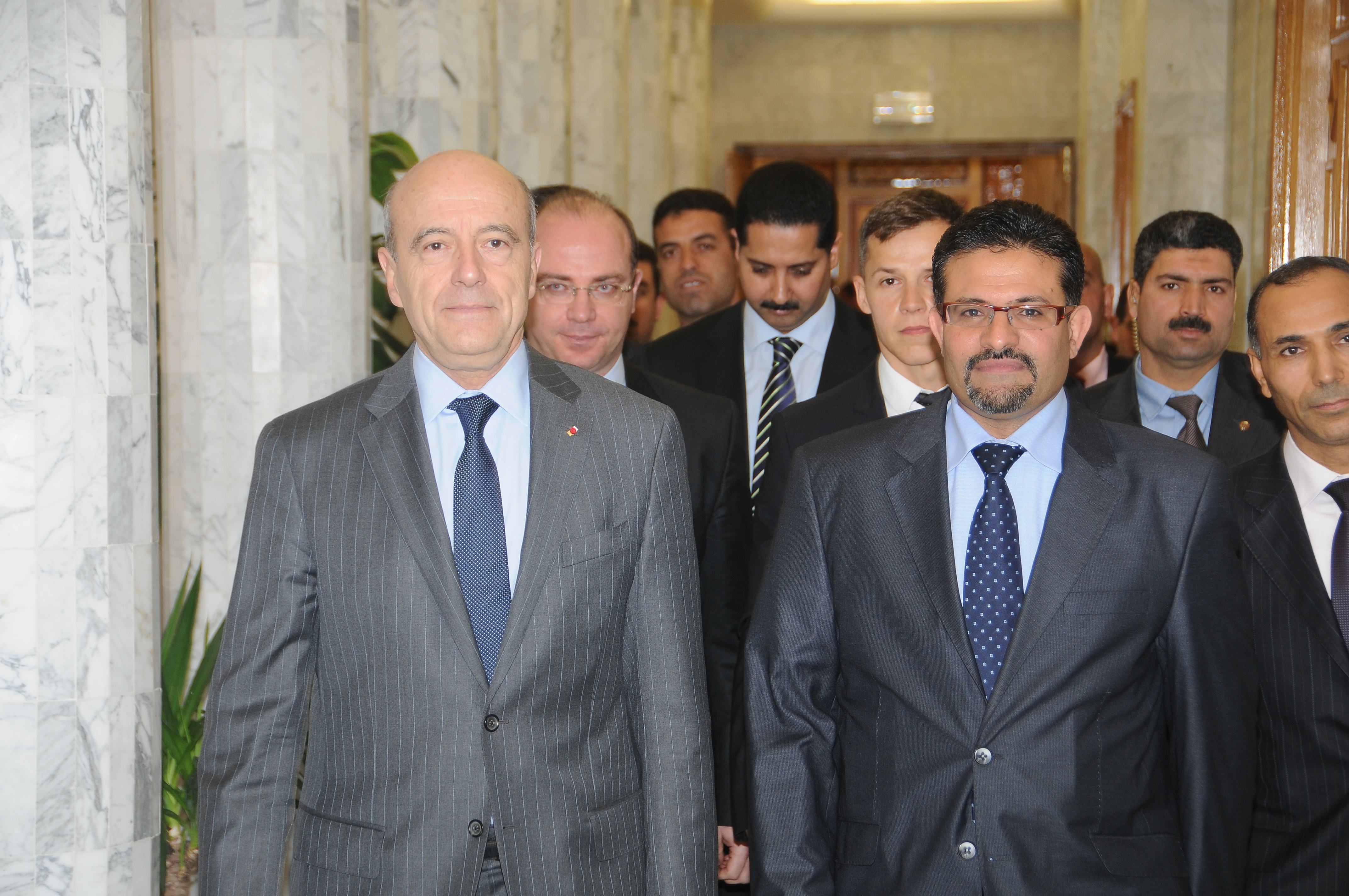
Alain Juppé aux côtés du ministre tunisien des Affaires étrangères, Rafik Abdessalem, le 5 janvier 2012.

Il est nommé, le 27 février 2011, ministre des Affaires étrangères et européennes, remplaçant Michèle Alliot-Marie, démissionnaire, tout en restant ministre d'État. Son arrivée au quai d'Orsay se fait en pleines protestations en Afrique du Nord et au Moyen-Orient.
Il plaide, en mars 2011, pour une intervention de la communauté internationale en Libye, afin de protéger les populations civiles contre les violences commises par les troupes de Mouammar Kadhafi. Les commentateurs et une grande partie de la classe politique, y compris de l'opposition de gauche, rejoignent alors cette position. Les rebelles libyens parviennent à entrer, le 21 août 2011, dans la capitale, Tripoli, tandis que Mouammar Kadhafi est tué le 20 octobre suivant. Par la suite, analysant les résultats de cette intervention armée, des spécialistes du monde arabe, comme Bernard Lugan, se rejoignent pour décrire les conséquences néfastes de cette intervention avec la destruction de l'État libyen dont le pouvoir local est assuré de facto par des tribus régionales, les succès de l'islamisme dans la région et la déstabilisation de la zone sahélo-saharienne entraînant notamment le coup d'État de 2012 au Mali.
Alain Juppé avance que les jours du régime syrien « sont comptés » en novembre 2011 et déclare que Bachar el-Assad doit être jugé par le Tribunal pénal international. Mais ses déclarations ne rencontrent guère d'écho au sein de la communauté internationale, les spécialistes du monde arabe dénonçant une régression de la diplomatie française faites de « postures morales » et son absence de résultats sur le terrain,.
En septembre 2011, il se prononce en faveur de la construction d'une Europe fédérale en réponse à la crise de la dette dans la zone euro.
Il s'engage dans la campagne présidentielle de 2012 en participant notamment à plusieurs meetings de Nicolas Sarkozy et en donnant plusieurs interviews, dans lesquelles il juge le programme du candidat socialiste, François Hollande, « dangereux ». Après avoir annoncé son intention d'être candidat aux élections législatives de 2012, le faible score du président Sarkozy à l'élection présidentielle dans la deuxième circonscription de la Gironde l'aurait poussé à renoncer à se présenter, laissant Nicolas Florian, secrétaire départemental de l'UMP en Gironde, se présenter face à la députée socialiste sortante, Michèle Delaunay, qui est réélue.

### Rôle à l'UMP après l'élection présidentielle de 2012
Après la défaite de la droite aux élections présidentielle et législatives, Alain Juppé est pressenti par les médias comme un possible candidat à la présidence de l'UMP dans un contexte de divisions entre les partisans de François Fillon et de Jean-François Copé. À la suite des déclarations de candidature de ces derniers, il renonce à briguer la tête du parti. À la fin du mois de novembre 2012, face aux contestations qui suivent le scrutin interne, très serré, Alain Juppé accepte d'être à la tête d'une commission permettant de vérifier les résultats de celui-ci ; mais, après une rencontre entre lui, Jean-François Copé et François Fillon, il annonce l'échec de sa mission.

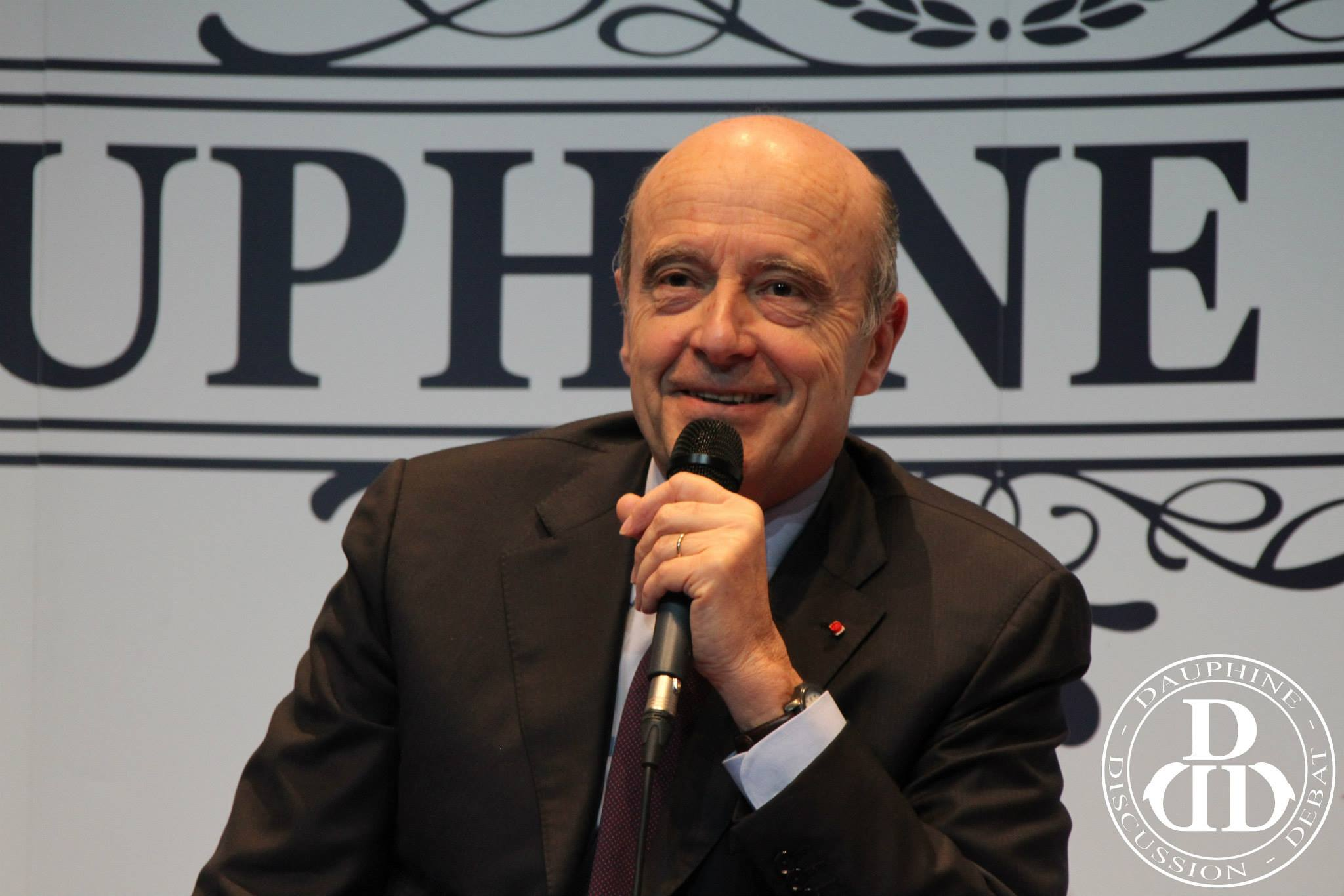
Alain Juppé en avril 2015.

Le 27 mai 2014, après la démission de Jean-François Copé du fait de troubles internes dus à l'affaire Bygmalion, Alain Juppé annonce accepter de participer à une direction collégiale, avec Jean-Pierre Raffarin et François Fillon, jusqu'à l'organisation d'un congrès à l'automne 2014. Il déclare ne pas avoir l'intention de se présenter à la présidence de l'UMP, affirmant avoir « épuisé les charmes » des fonctions partisanes, et « souhaiter que le candidat à la présidence de l'UMP s'engage à ne pas être candidat aux primaires, en vue de la présidentielle de 2017 ».
Il est à nouveau candidat pour les élections municipales de 2014. Il a pour principal opposant le député PS Vincent Feltesse, lequel, s'il reconnaît « l'embellissement de Bordeaux ces dernières années », critique « une ville qui exclut », des « massacres urbanistiques » et « une autosatisfaction permanente » de l'équipe municipale. Alain Juppé obtient un nouveau mandat le 28 mars 2014, cinq jours après que sa liste a obtenu 60,9 % des voix au premier tour,. Le 18 avril 2014, il reprend la présidence de la communauté urbaine de Bordeaux (CUB), où sa formation « Communauté d'avenir » dispose de la majorité absolue des sièges (63 sur 105).
En octobre 2016, les conseillers municipaux socialistes et écologistes de la mairie de Bordeaux l'accusent d'avoir dissimulé un déficit de 44 millions d'euros et d'avoir « mis la ville dans une situation financière intenable ». Selon l'opposition, la ville de Bordeaux présente un excédent de cinq millions d'euros du fait d'un emprunt de 49 millions d'euros qui n'a pas été utilisé ni officialisé. En 2015, le préfet de la Gironde, saisi par les conseillers de l'opposition socialiste locale, n'avait pas trouvé d'éléments suffisants pour saisir la chambre des comptes régionale sur ce point. De son côté, Alain Juppé se défend en déclarant qu'il est de bonne gestion de ne pas concrétiser les promesses de prêts des banques tant que les besoins ne sont pas effectifs.

### Candidat à la primaire de la droite et du centre de 2016

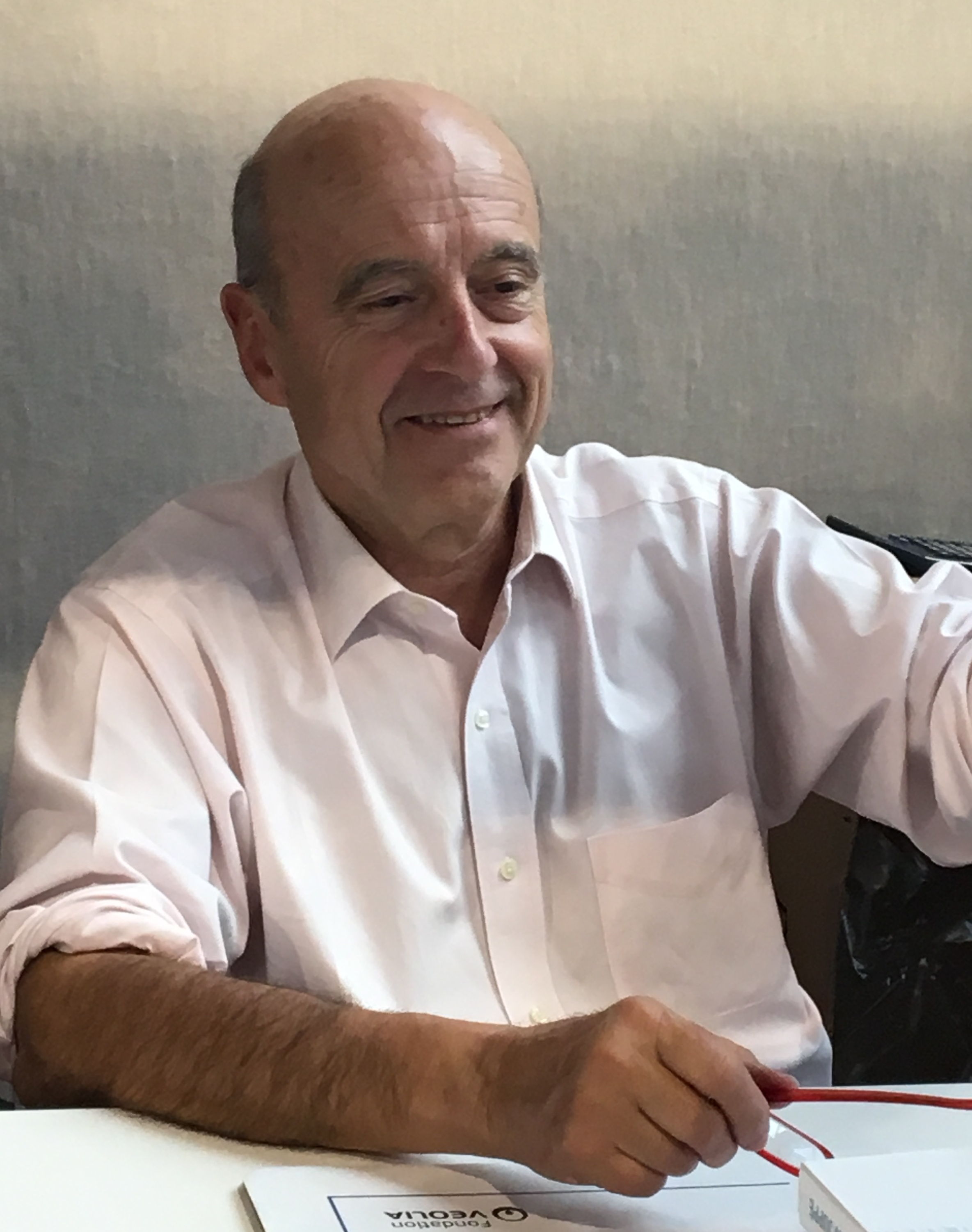
Alain Juppé en novembre 2015.

Le 20 août 2014, Alain Juppé annonce qu'il sera candidat à la primaire ouverte de l'UMP pour la présidentielle de 2017. Il apparaît dès lors comme le principal rival de Nicolas Sarkozy.
Son bilan à la mairie de Bordeaux est souvent perçu comme étant l'un de ses atouts pour la primaire. Toutefois, sa condamnation judiciaire, son bilan à Matignon et ses prises de position lui attirent des critiques, principalement au sein de l'aile la plus à droite de son parti,. Son évolution sur la question de l'intégration et des consignes de vote en cas de duels FN/PS suscitent des interrogations,,. Les enquêtes d'opinion indiquent que ce sont les voix en provenance d'électeurs du centre et de la gauche qui permettent à Alain Juppé de devancer ses rivaux. Nicolas Sarkozy, qui est donné en tête chez les sympathisants de droite et plus largement chez les Républicains, dénonce alors un scrutin biaisé,,,.
Le 20 novembre 2016, avec 28,6 % des voix, il arrive devant Nicolas Sarkozy, mais loin derrière François Fillon (44,1 %). Son score est jugé décevant au vu des sondages, qui le donnaient en tête tout au long de la campagne. Alors que la rumeur de son retrait s'empare des médias, il dément l'information le soir même,. Il adopte une stratégie plus offensive pendant l'entre-deux tours, ce qui suscite des interrogations et des critiques de plus de 200 parlementaires et jusque parmi ses partisans,. Le 27 novembre, avec 33,5 % des suffrages, il est largement battu par François Fillon (66,5 %), à qui il apporte son soutien dans le cadre de l'élection présidentielle de 2017,. Il annonce qu'il se consacrera désormais à ses fonctions locales,.

Logo d'Alain Juppé pour la primaire présidentielle de la droite et du centre en 2016.

Pour expliquer son échec, les commentateurs relèvent l'orientation centriste de sa campagne, la focalisation de ses critiques avant le premier tour sur Nicolas Sarkozy et l'excès de confiance de son équipe de campagne au vu des enquêtes d'opinion. Alain Juppé et Jérôme Chartier, conseiller de François Fillon, pensent que sa défaite est aussi due à la campagne organisée par la « fachosphère » qui l'a accusé de connivence avec l'islam radical en le surnommant « Ali Juppé »,.
Fin janvier 2017, alors que François Fillon est mis en difficulté par l'affaire de l'emploi présumé fictif de son épouse, Alain Juppé exclut d'être un recours en cas de retrait de la course présidentielle de ce dernier. Le 5 février, Le Figaro annonce que Juppé envisage finalement de prendre la relève de Fillon sous condition qu'il y ait consensus autour de sa candidature. Dans les semaines qui suivent, alors que Fillon risque une mise en examen, continue à baisser dans les intentions de vote et que plusieurs membres de son équipe (dont d'anciens « juppéistes ») quittent l'organisation de la campagne électorale, des élus des Républicains appellent à donner à Juppé les 500 parrainages nécessaires avant la date butoir du 17 mars, afin d'anticiper un remplacement du candidat de la droite et du centre,. Finalement, le 6 mars, après avoir dénoncé le « gâchis » de la droite et du centre dans cette élection, il confirme « une bonne fois pour toutes » qu'il ne sera pas candidat à la présidence, indiquant qu'il est « trop tard » pour lui et qu'il n'est pas en mesure de rassembler les différentes sensibilités de son camp autour de sa candidature,. Il envoie ensuite son parrainage d'élu à François Fillon.

### Rapprochement avec Emmanuel Macron
Au soir du premier tour des élections législatives de 2017, Alain Juppé appelle à voter pour les candidats Les Républicains afin d'éviter une Assemblée nationale « monochrome », en référence aux bons scores réalisés par les candidats du parti La République en marche (LREM) du nouveau président de la République, Emmanuel Macron. Cependant, il soutient une candidate investie par LREM, Aurore Bergé, son ancienne collaboratrice quand il était candidat à la primaire de la droite et du centre, considérant qu'ils partagent les mêmes valeurs.
En novembre 2017, alors que Laurent Wauquiez est favori pour prendre la tête du parti Les Républicains, Alain Juppé évoque la possibilité de constituer un « mouvement central avec Emmanuel Macron en vue des élections européennes de 2019 ». Sa proximité avec le chef de l’État et le Premier ministre, Édouard Philippe, est alors mentionnée par les médias,,.
Le 5 décembre 2017, quelques jours avant le congrès des Républicains, il indique qu'il votera pour Maël de Calan, un de ses porte-paroles de campagne lors de la primaire. Laurent Wauquiez l'emporte largement lors du congrès. En janvier 2018, Alain Juppé déclare qu'il n'a pas payé sa cotisation aux Républicains en 2017 et qu'il n'entend pas payer celle de 2018, « attendant de voir ce que devient LR »,. N’ayant pas renouvelé sa cotisation durant deux années consécutives, il perd officiellement sa qualité d'adhérent à LR le 1er janvier 2019.

### Membre du Conseil constitutionnel
Le 13 février 2019, le président de l’Assemblée nationale, Richard Ferrand, propose sa nomination pour siéger au Conseil constitutionnel, en remplacement de Lionel Jospin. Alain Juppé accepte et annonce aussitôt sa démission de ses mandats de maire de Bordeaux et de président de la métropole, qu'il quitte effectivement le 7 mars suivant,. Il est auditionné au Parlement par les députés, qui approuvent très largement sa nomination au Conseil constitutionnel.
Préalablement, il avait plaidé un « droit à l'oubli » de sa condamnation pénale de 2004 dans l'affaire des emplois fictifs de la mairie de Paris. Il prête serment le 11 mars 2019 au palais de l'Élysée et prend ses fonctions le lendemain, devenant ainsi le premier membre du Conseil constitutionnel à avoir été condamné par la justice.

## Prises de position
À partir des années 2000, il est souvent considéré comme appartenant à une droite modérée voire centriste, à l'image de sa ville de Bordeaux, qui vote souvent à gauche,,. Il est ainsi comparé au précédent maire de la ville, Jacques Chaban-Delmas, qui avait eu des visions centristes avec sa nouvelle société, ce qui lui fut reproché par son camp politique. Le politologue Pascal Perrineau situe Alain Juppé dans la famille « néo-gaulliste ».

### Défense
Le 15 octobre 2009, il cosigne avec Michel Rocard, le général Bernard Norlain et l'ancien ministre de la Défense socialiste Alain Richard une tribune dans le quotidien Le Monde en faveur du désarmement nucléaire. Cette déclaration « exprime le vœu que la France affirme résolument son engagement pour le succès de ce processus de désarmement ».

### Économie
En 1977, le programme qu'il rédige pour le RPR prône une « planification démocratique ». Six ans plus tard, en 1983, il se prononce en faveur de la participation des salariés aux résultats de l'entreprise comme voie alternative au « capitalisme dur » et au « marxisme féroce ». Son passage à Matignon change les choses et il se voit qualifier par Serge Halimi d'« ultralibéral » en raison des réformes qu'il défend.
Il déclare à propos du bouclier fiscal, en 2009 : « Il faut s'interroger sur ce qu'on appelle le bouclier fiscal parce que les choses ont changé, la crise est venue. On voit aujourd'hui qu'une petite minorité de très riches ne cesse de s'enrichir. Ça ne me choquerait pas qu'on demande aux très riches de faire un effort de solidarité supplémentaire vis-à-vis de ceux qui souffrent dans la crise ». Il estime également qu'« il ne faut pas renoncer » concernant l'instauration d'une taxe carbone.
Lors de la campagne pour les primaires des Républicains de 2016, il propose notamment de supprimer entre 250 000 et 300 000 postes de fonctionnaires, le retour aux 39 heures hebdomadaires légales, la retraite à 65 ans, la suppression de l'impôt de solidarité sur la fortune (ISF), la baisse de l'impôt sur les sociétés, le transfert du financement de la protection sociale vers la TVA et 80 à 100 milliards d’euros de baisse des dépenses,. Il s'oppose cependant à toute réforme du statut des employés de la fonction publique, citant les contestations dont il a fait l'objet en tant que Premier ministre en 1995. Il se dit inspiré par La France est prête : nous avons déjà changé, de l’essayiste Robin Rivaton, qui est de tendance libérale.

### Front national

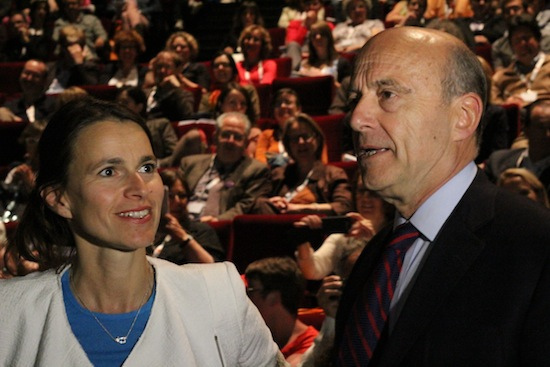
Aurélie Filippetti et Alain Juppé à un salon littéraire en 2013.

Le 12 juin 1990, en tant que secrétaire général du RPR, il met en congé du parti Alain Carignon, qui avait appelé à voter pour le candidat de gauche face au Front national au second tour d'une élection cantonale partielle à Villeurbanne,.
Pourtant, en février 2015, sans attendre la consigne de l'UMP, Alain Juppé appelle à voter pour le socialiste Frédéric Barbier afin de faire barrage au FN au second tour d'une élection législative partielle dans le Doubs, et ce deux ans après avoir indiqué qu'il voterait blanc dans une telle hypothèse. Dans le même temps, il se montre favorable à la formation d'un gouvernement d'unité nationale.

### Immigration
Il adopte dans un premier temps une position ferme sur l'immigration. En 1977, il souhaite que « les emplois traditionnellement abandonnés aux étrangers puissent être occupés par des Français ». En octobre 1990, il juge que la question de l'intégration est un problème « permanent et gigantesque » avec beaucoup d'écoles primaires où « 80 à 90 % des petits enfants sont d'origine étrangère »,.
En 1990, il participe aux états généraux du RPR et de l'UDF qui aboutissent à des propositions proches de celles du Front national (« fermeture des frontières », « suspension de l'immigration », « réserver certaines prestations sociales aux nationaux », « incompatibilité entre l'islam et nos lois ») ; il les désavoue en 2014.
En juin 1995, alors qu'il est Premier ministre, il déclare être favorable à l'espace Schengen « si Schengen améliore la sécurité à nos frontières et si Schengen permet de mieux lutter contre l'immigration clandestine », et se dit « décidé », en mars 1996, « à faire une stricte application des lois sur la maîtrise de l'immigration ».
Ses prises de position changent ensuite. Le 1er octobre 1999, il suscite l'étonnement en déclarant au Monde qu'« il faut accueillir de nouveaux immigrés » à la suite de la publication d'un rapport du Medef allant dans ce sens,. En novembre 2002, il prône la mise d’œuvre d'« une politique européenne de l'immigration qui nous permette tout à la fois de mieux accueillir les étrangers dont nous avons besoin en Europe et d'être enfin efficace dans la lutte contre l'immigration clandestine », ajoutant que « les Français ont bien compris que nous avions besoin d'accueillir des étrangers, en Europe en général et en France en particulier ». En mars 2011, en tant que ministre des Affaires étrangères, il déclare que « l'immigration illégale est un fléau pour tout le monde, pour les pays d'origine comme pour ceux de destination ». En 2014, il estime que le concept d'assimilation culturelle n'est pas réaliste et appelle à des « accommodements raisonnables » de la part de la République française, prônant une « identité heureuse », expression faisant écho à L'Identité malheureuse, ouvrage d'Alain Finkielkraut,. Il se prononce également contre la suppression du droit du sol.
En 2016, il propose des quotas de migrants et une durée minimale de séjour aux parents étrangers ayant des enfants nés en France. Il réaffirme son concept d'« identité heureuse », et critique une possible suspension du regroupement familial, une proposition qu'il juge « inhumaine ». Il souhaite interdire l’acquisition de la nationalité française aux étrangers nés en France mais dont les deux parents étaient à leur naissance des immigrés illégaux, et renforcer les restrictions d'accès de l’aide médicale d'État aux immigrés illégaux.

### Islam
Pendant le débat sur le port du voile en 2004, Alain Juppé, alors président de l'UMP, explique que pour lui « il ne s'agit pas d'interdire le voile islamique en France, il s'agit de l'interdire à l'école ».
Il se dit opposé, dans un entretien accordé au Monde le 16 décembre 2010, à la loi interdisant le voile intégral dans l'espace public, afin de ne pas « donner le sentiment d'une stigmatisation de l'islam ». Dans l'émission Des paroles et des actes du 2 octobre 2014, il réfute ces déclarations.
Le 27 août 2011, il déclare dans un entretien accordé au Parisien concernant l'intervention militaire en Libye : « ne stigmatisons pas a priori tous ceux qui se qualifient d’islamistes, il y a des gens attachés à l’islam, et en même temps prêts à accepter les règles de base de la démocratie ».
Alain Juppé est opposé à l'interdiction du voile à l'université et du burkini sur les plages.
Lors de la campagne pour la primaire des Républicains de 2016, il propose d'expulser les imams qui font l'apologie de la violence, de renforcer l'arsenal législatif en créant un code de la laïcité et un délit d'entrave à la laïcité dans les services publics pour sanctionner son non-respect, et exige la transparence sur les financements des lieux de culte et une formation civique minimale des ministres du culte.

### Institutions
Alain Juppé souhaite le maintien de la Cinquième République. À la fin des années 1970, il adopte une position jugée gaulliste en appelant à l'extension du référendum, notamment du référendum d'initiative populaire, et en refusant la possibilité d'une cohabitation. Il s'éloigne ensuite de cette position,.

### Société
En 1983, il appelle à « exalter les valeurs familiales et non à favoriser la propagande en faveur de l'interruption de grossesse », avant de changer par la suite de position. En 2011, il se dit favorable « à quelque chose qu'on pourrait appeler un mariage homosexuel, mais avec un nom différent », puis déclare en 2014 qu'il ne souhaite pas revenir sur la loi autorisant le mariage entre personnes de même sexe votée en 2013.

### Union européenne
En 1977, en tant que délégué national aux études du RPR, Alain Juppé prône l'« Europe des peuples », confédérale, contre l'« Europe des technocrates », fédérale et supranationale.
Il se prononce en faveur du « oui » au référendum français sur le traité de Maastricht et convainc Jacques Chirac de se rallier à cette position alors que le RPR est très divisé sur la question. En 1997, il affirme toujours penser que « les critères de Maastricht, c'est le bon sens » et que « l'euro ne signifie pas la rigueur, mais une stratégie pour la croissance ». Mais le 6 décembre 2011, il nuance sa position en déclarant à l'Assemblée nationale : « Si le traité de Maastricht avait été un peu mieux fagoté, nous n'en serions pas là où nous en sommes aujourd'hui ».
Avec Jacques Toubon, il fait publier, dans Le Figaro du 16 juin 2000, un projet de constitution européenne devant aboutir à l'émergence d'une Europe fédérale. Il réclame dès lors une Europe « politique et de dynamique fédérale ».
Au lendemain du référendum grec de 2015 faisant suite à l'échec des négociations de la Grèce avec la troïka dans le cadre de la crise de sa dette publique, il se démarque dans son parti politique en prônant la sortie de la Grèce de la zone euro (« Grexit »). Il revient cependant sur cette position après des propositions du Premier ministre grec, Aléxis Tsípras, aux créanciers de la Grèce.
En 2016, il s'oppose à la tenue d'un référendum sur le maintien de la France dans l'Union européenne, estimant que « ce serait faire un cadeau à Marine Le Pen ».

## Détail des mandats et fonctions

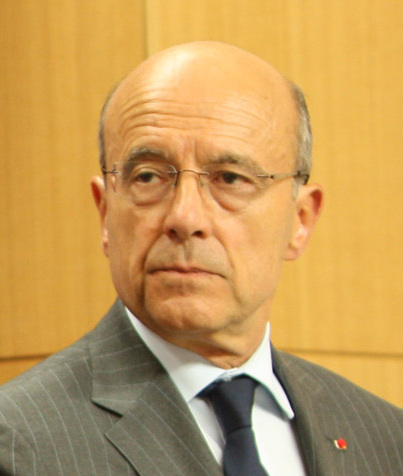
Alain Juppé en 2011.

### Au niveau local

#### Conseil municipal
- 14 mars 1983 - 19 mars 1989 : conseiller de Paris, adjoint au maire de Paris.
- 20 mars 1989 - 18 juin 1995 : conseiller de Paris, adjoint au maire de Paris.
- 18 juin 1995 - 2 décembre 2004 : maire de Bordeaux.
- 13 octobre 2006 - 7 mars 2019 : maire de Bordeaux.

#### Communauté urbaine puis métropole
- 24 juillet 1995 - 2 décembre 2004 : président de la communauté urbaine de Bordeaux.
- 27 octobre 2006 - 18 avril 2014 : premier vice-président de la communauté urbaine de Bordeaux.
- 18 avril 2014 - 7 mars 2019 : président de la communauté urbaine de Bordeaux, devenue Bordeaux Métropole le 1er janvier 2015.

#### Conseil régional
- 23 mars - 6 avril 1992 : conseiller régional d’Île-de-France.

### À l’Assemblée nationale
- 2 avril 1986 : député de Paris.
- 23 juin 1988 - 1er mai 1993 : député de la 18e circonscription de Paris.
- 12 juin 1997 - 30 septembre 2004 : député de la 2e circonscription de la Gironde.

### Au Parlement européen
- 24 juillet 1984 - 20 mars 1986 : député européen.
- 25 juillet - 15 octobre 1989 : député européen.

### Au gouvernement
- 20 mars 1986 - 10 mai 1988 : ministre délégué auprès du ministre de l’Économie, des Finances et de la Privatisation, chargé du Budget ; porte-parole du gouvernement.
- 30 mars 1993 - 11 mai 1995 : ministre des Affaires étrangères.
- 17 mai 1995 - 2 juin 1997 : Premier ministre.
- 18 mai - 18 juin 2007 : ministre d'État, ministre de l'Écologie, du Développement et de l'Aménagement durables.
- 14 novembre 2010 - 27 février 2011: ministre d'État, ministre de la Défense et des Anciens combattants.
- 27 février 2011 - 10 mai 2012 : ministre d'État, ministre des Affaires étrangères et européennes.

### Au sein de partis
- 1979 : membre du comité central du RPR.
- 1984-1986 : secrétaire national du RPR, chargé du redressement économique et social.
- 1988-1995 : secrétaire général du RPR.
- 1994-1995 : président du RPR (intérim).
- 1995-1997 : président du RPR.
- 2002-2004 : président de l'UMP.
- 2014 : coprésident de l'UMP (intérim).

### Au Conseil constitutionnel
- Depuis le 12 mars 2019 : membre du Conseil constitutionnel.

## Synthèse des résultats électoraux

### Primaire présidentielle
| Année | Parti | Parti | 1er tour  | 1er tour | 1er tour | 2d tour   | 2d tour | 2d tour | 2d tour         |
| Année | Parti | Parti | Voix      | %        | Rang     | Voix      | %       | Issue   | Adversaire      |
| ----- | ----- | ----- | --------- | -------- | -------- | --------- | ------- | ------- | --------------- |
| 2016  |       | LR    | 1 224 855 | 28,56    | 2e       | 1 471 898 | 33,51   | Battu   | François Fillon |

### Élections législatives
| Année | Parti            | Parti     | Circonscription | 1er tour | 1er tour | 1er tour | 2d tour | 2d tour | 2d tour |
| Année | Parti            | Parti     | Circonscription | Voix     | %        | Rang     | Voix    | %       | Issue   |
| ----- | ---------------- | --------- | --------------- | -------- | -------- | -------- | ------- | ------- | ------- |
| 1978  |                  | RPR       | 1re des Landes  | 24 959   | 42,24    | 1er      | 29 383  | 48,44   | Battu   |
| 1988  | 18e de Paris     | RPR       | 15 860          | 43,77    | 1er      | 20 884   | 53,70   | Élu     |         |
| 1993  | 18e de Paris     | RPR       | 14 788          | 43,71    | 1er      | 18 647   | 59,47   | Élu     |         |
| 1997  | 2e de la Gironde | RPR       | 12 158          | 38,57    | 1er      | 17 827   | 53,99   | Élu     |         |
| 2002  | 2e de la Gironde | UMP (UDF) | 16 331          | 48,28    | 1er      | 16 122   | 55,49   | Élu     |         |
| 2007  | 2e de la Gironde | UMP       | 15 822          | 43,73    | 1er      | 17 712   | 49,07   | Battu   |         |

### Élections cantonales
| Année | Parti | Parti | Canton              | 1er tour | 1er tour | 1er tour | 2d tour | 2d tour | 2d tour | Issue |
| Année | Parti | Parti | Canton              | Voix     | %        | Rang     | Voix    | %       | Rang    | Issue |
| ----- | ----- | ----- | ------------------- | -------- | -------- | -------- | ------- | ------- | ------- | ----- |
| 1979  |       | RPR   | Mont-de-Marsan-Nord | NC       | NC       | NC       | NC      | NC      | NC      | Battu |

### Élections municipales
Les résultats ci-dessous concernent uniquement les élections où il est tête de liste.
| Année | Parti           | Parti    | Commune   | 1er tour | 1er tour | 1er tour | 2d tour | 2d tour | 2d tour | Sièges obtenus | Sièges obtenus | Sièges obtenus |
| Année | Parti           | Parti    | Commune   | Voix     | %        | Rang     | Voix    | %       | Rang    | CM             | CP             | CC             |
| ----- | --------------- | -------- | --------- | -------- | -------- | -------- | ------- | ------- | ------- | -------------- | -------------- | -------------- |
| 1983  |                 | RPR      | Paris 18e | 38 610   | 53,85    | 1er      |         |         |         | NC             | 11 / 14        |                |
| 1989  | 25 941          | RPR      | Paris 18e | 47,97    | 1er      | 28 415   | 52,76   | 1er     | NC      | 11 / 14        |                |                |
| 1995  | RPR (UDF)       | Bordeaux | 34 964    | 50,29    | 1er      |          |         |         | NC      |                |                |                |
| 2001  | RPR (UDF-DL)    | Bordeaux | 30 025    | 50,96    | 1er      |          |         |         | 50 / 61 |                |                |                |
| 2006  | UMP (UDF)       | Bordeaux | 29 907    | 56,24    | 1er      |          |         |         | 49 / 61 |                |                |                |
| 2008  | UMP (UDF)       | Bordeaux | 46 087    | 56,62    | 1er      |          |         |         | 50 / 61 |                |                |                |
| 2014  | UMP (UDI-MoDem) | Bordeaux | 46 489    | 60,95    | 1er      |          |         |         | 52 / 61 |                | 31 / 36        |                |

## Publications
- « Sur quelques injustices économiques et sociales du socialisme », dans Échecs et injustices du socialisme : suivi d'un projet républicain pour l'opposition (actes de colloque), Paris, Albin Michel, 1982 (ISBN 2-226-01544-2, BNF 34717327).
- Alain Juppé, La Tentation de Venise, Paris, Grasset, 1993 (ISBN 224646241X, OCLC 28493207, LCCN 93239312).
- Alain Juppé, Entre nous, Paris, NiL, 1996 (ISBN 2841110729, lire en ligne).
- Montesquieu, le moderne, Paris, Perrin-Grasset, 1999 (réimp. 2015).
- Avec Serge July, Entre quatre z'yeux, Paris, Grasset, 2001 (ISBN 9782246570219).
- Isabelle Juppé et Alain Juppé, France, mon pays : lettres d'un voyageur, Paris, Laffont, 2006 (ISBN 9782221103654).
- Je ne mangerai plus de cerises en hiver, Paris, Plon, 2009 (ISBN 9782259203333). Livre-confession de 1995 à 2008
- Avec Michel Rocard, La Politique, telle qu'elle meurt de ne pas être, un débat conduit par Bernard Guetta, Paris, J.-C. Lattès, 2010 (ISBN 9782709635776).
- Alain Juppé, Mes chemins pour l'école, Paris, JC Lattès, 2015, 304 p. (ISBN 978-2-709-65046-5, OCLC 922074356).
- Pour un État fort, Paris, J.-C. Lattès, 2016.
- Cinq ans pour l'emploi : vers un nouveau monde, Paris, J.-C. Lattès, 2016.
- De vous à moi, livre numérique, 2016.
- Dictionnaire amoureux de Bordeaux, Plon, 2018.
- Mon Chirac. Une amitié singulière, Tallandier, 2020.
- Une histoire française, Tallandier, 2023.

## Décorations

### Décorations françaises
- Grand officier de la Légion d'honneur (2008), en tant qu'ancien Premier ministre ayant été en fonction plus de deux ans[225].
- Grand-croix de l'ordre national du Mérite (1995), en tant que Premier ministre ayant été en fonction pendant au moins six mois[226].

### Décorations étrangères
- Grand-croix de l'ordre de la Croix du Sud du Brésil.
- Grand officier de l'ordre national de Côte d'Ivoire (2012)[227].
- Grand-croix de l'ordre pro Merito Melitensi[180].
- Grand-croix de l'ordre du Mérite de la république de Pologne (2000)[228].
- Officier de l'ordre national du Québec (1996), pour avoir « encouragé les échanges économiques et technologiques entre la France et le Québec »[229].

### Filmographie
- Un Favori dans la primaire (2016), film d'Antoine Laura (France 3 nouvelle Aquitaine et Public Sénat)[231].
- Paroles inattendues, 2006, film de Gérard Puechmorel sur la vie d'Alain Juppé à la suite de sa condamnation judiciaire.
- Juppé, forcément, 1995, film documentaire de Pierre Carles sur le rôle des médias régionaux lors de l’élection d’Alain Juppé à la mairie de Bordeaux.
- À table avec les politiques, 2005, film documentaire de Frédéric Lepage.
- Alain Juppé, la dernière carte, documentaire de Francis Bianconi pour LCP, 2008.
- Bordeaux, une ville nommée « désir », documentaire de Laurent Lataste et Bernard Férié pour France 3, 2008.